# Ishockey i Norge
Ishockey i Norge har spelats i organiserad form sedan 1930-talet. Den första officiella matchen spelades den 19 februari 1933 då SFK Trygg vann mot Rapp med 4-1 vid en paus under pågående Världsmästerskapen i hastighetsåkning på skridskor 1933 i Trondheim i Norge. Den 16 september 1934 bildades det norska ishockeyförbundet, Norges Ishockeyforbund. Norge arrangerade VM för herrar 1958 och 1999, samt OS-ishockey 1952 i Oslo, 1994 i Lillehammer och kälkhockey vid paralympiska vinterspelen 1994.

## Landslag
Norges herrar har vunnit två mästerskapsmedaljer, EM-brons vid kombinerade världs- och Europamästerskap 1951 och 1962.
Norges damer har vunnit en mästerskapsmedalj, EM-brons 1993.
I kälkhockey har Norge vunnit OS-guld 1998, VM-guld 2004 samt EM-guld 2007.

## Klubblag
Landets högsta serie heter sedan säsongen 2006/2007 GET-ligaen. Mesta mästare är Vålerenga Ishockey med 26 titlar.

### Fotnoter
1. ↑  ”Fra den første offisielle ishockeykampen...” (på norska). Digitalt museum. 19 februari 1933. http://www.digitaltmuseum.se/things/fra-den-frste-offisielle-ishockeykampen-i/TFM-SVB/FTTF.SCH.ALF.I.01.12?name=Sportsklubb&search_context=1&count=72&pos=7. Läst 29 juli 2014.